# Розмноження риб
З огляду на те, що риби є групою хребетних, яка найширше розповсюджена по вертикалі, вони в ході еволюції набули пристосувань до великого спектру асоційованих з різними глибинами умов. Не оминули ці пристосування і сферу розмноження. Загалом, для риб характерні три типи розмноження: двостатеве, гермафродитне та партеногенетичне.

## Типи розмноження[1]

### Двостатеве розмноження
Двостатеве розмноження є найбільш звичайною та широко розповсюдженою його формою. При цьому способи репродукції статі всередині виду є чітко відокремленими. При цьому деякі види можуть демонструвати дуже яскраво виражені вторинні статеві ознаки, або статевий диморфізм. Ці характеристики вторинних статевих ознак звичайно виявляються тільки однією статтю (в більшості випадків — чоловічою), не виявляються до статевого дозрівання, можуть інтенсифікуватись протягом шлюбного сезону, і, звичайно, не сприяють індивідуальному виживанню. Вторинні статеві ознаки можуть виявлятись у вигляді різниці в розмірах тіла, частин тіла (наприклад, видовжені плавці або частини плавців), будови тіла (наприклад, виступи на голові), розташуванні зубів, забарвленні, а також зустрічаються і в різниці між акустичними, хімічними, електричними і т. ін. характеристиками статей. Двостатевий спосіб розмноження охоплює моногамію, полігамію та проміскуітет.

### Гермафродитизм
Другий спосіб розмноження риб включає як елемент зміну статей особами одного виду, коли риби можуть функціонувати то як чоловіча, то як жіноча особина випадково або послідовно. Послідовне функціонування виявляється у вигляді функціонування як самців протягом однієї частини життя, і як самок — протягом іншої. Існують дві форми послідовної зміни статей — протоандрія та протогенія. 
Протоандричні гермафродити — це особини, що на початку свого життя є самцями, а пізніше зазнають кардинальних перебудов статевої системи і стають повністю функціональними самками. Така форма перетворення статей широко розповсюджена в родині морських окунів (Serranidae).
Всі губани (родина Labridae) є протогенічними гермафродитами, коли всі самиці є перетвореними з віком самками. В цій родині на зміну статі можуть впливати як фактори довкілля, так і соціальні відношення в популяції. Соціальна структура губанів полягає в наявності гаремів, що складаються з самок та одного великого самця. Всередині група структурована за розміром, з самцем на верхівці ієрархії. Якщо вилучити з групи самку, інші самиці (нижчі за рангом) змінюватимуть своє ієрархічне положення, звичайно зсуваючись на одну позицію вгору. Якщо ж вилучити з групи самця, найбільша самиця гарему намагається зайняти місце самця, агресивно відганяючи самців, що контролюють інші гареми. Якщо їй це вдається, і нікому з навколишніх самців не вдається приєднати цей гарем до власного, найбільша самиця починає демонструвати поведінку самця, і після близько 14 днів її статева система повністю змінюється, починаючи продукувати чоловічі статеві клітини.
В таксонах, де статева приналежність обумовлена соціальною структурою, процес зміни статі широко варіює, і одна і та сама особина може змінювати стать кілька разів протягом життя. З іншого боку, існують таксони (наприклад, смугасті окуні, жовтий окунь, більшість груперів) де статева приналежність особин чергується, але не зазнає впливу соціальної структури.
Випадкові гермафродити можуть продукувати як яйцеклітини, так і сперматозоїди — отже, вони потенційно мають можливість самозапліднення. Але наразі відомі лише три види з ряду Коропозубоподібні (Cyprinodontiformes), що функціонують як самозапліднюючі гермафродити: два види роду Cynolebias та вид Rivulus marmoratus. При цьому самозапліднення у Rivulus marmoratus є внутрішнім, і в результаті призводить до появи гомозиготних, генетично ідентичних нащадків.
З огляду на те, що багато видів ряду Карпозубоподібні мешкають в суворих умовах, самозапліднення могло еволюційно виникнути як пристосування до розмноження за умов популяцій низької щільності, або дрібних ізольованих популяцій.
Звичайніша форма випадкового гермафродитизма спостерігається в родах Hypoplectrus та Serranus родини Окуневих (Percidae). Хоча ці риби спроможні продукувати сперматозоїди та яйцеклітини одночасно, протягом одного нересту вони фракціонують як представники тільки однієї статі. З огляду на те, що один акт нересту може тривати кілька годин, риби однієї пари можуть обмінюватись статевими ролями, і продукувати по черзі яйцеклітини (ікру) або сперматозоїди (молоки).

### Партеногенез
Незважаючи на рідкісність цього типу розмноження серед хребетних, кілька видів риб вдаються і до нього. За визначенням, партеногенез полягає в розвитку яйця без запліднення сперматозоідом цього ж виду. У риб існує варіант цього типу розмноження, при якому необхідним є спільний нерест з самцями того самого виду або інших видів. При цьому роль самців полягає в продукуванні сперматозоїдів, котрі контактують з ікринками, але не в змозі проникнути через їхню зовнішню мембрану (хоріон). Контакт з сперматозоїдами виконує роль стимулу, що спонукає яйце почати розвиток. При цьому сперматозоїди не вносять в яйце свого генетичного матеріалу, тобто всі потомки при такому розмноженні будуть самками, генетично ідентичними з материнською особиною. Класичним прикладом такого гермафродитизму є гольяни (рід Poeciliopsis).

## Форми розмноження[2]
На додаток до трьох типів розмноження існують три його різні форми всередині кожного типу: овіпороз, ововіпороз та вівіпороз.

### Овіпороз
Овіпороз полягає у вивільненні як чоловічих, так і жіночих гамет у воду, де проходить запліднення. Запліднення може бути при цьому внутрішнім (як у скорпен (Scorpenidae) та американських сомів родини Auchenipteridae), але самиця після цього викидає запліднену ікру в навколишнє середовище. Протягом розвитку зародок використовує як жовток яйця, так і наявні в яйці краплі жирів.
‰

### Ововіпороз
При ововіпорозі яйця весь час знаходяться в організмі самки, і запліднення є внутрішнім. Незважаючи на знаходження яєць в тілі самки, між материнським організмом не виникає плацентарного контакту або контакту кіл кровообігу. Натомість зародок під час свого розвитку харчується запасами поживних речовин, що наявні в яйці. Після досягнення виводкового розвитку, мальки виводяться з яєць всередині материнського організму, після чого негайно виходять назовні. Найвідомішими рибами, яким притаманна така форма розмноження, є представники родини Пецилієві (Poeciliidae) — широко розповсюджені в акваріумах гуппі та меченосці. Також дана форма розмноження характерна для родини Латимерієвих.

### Вівіпороз
Розмноження в формі вівіпорозу в багатьох рисах подібне до ововіпорозу, але при цьому між яйцем та материнським організмом виникає плацентарний контакт або контакт між їхніми колами кровообігу. Таким чином, ембріон при розвитку отримує необхідні поживні речовини з організму матері. Найбільш звичайний вівіпороз у акул, але ця форма розмноження притаманна також і костистим рибам — мешканцям гірських водойм з родини Гудієві (Goodeidae) та представникам родини Ембіотокові (Embiotocidae).

## Турбота про потомство
Нехарактерна для риб турбота про потомство спостерігається переважно у видів припливно-відпливної зони, у вузьких затоках та бухтах, а також в річках і озерах.
Самець Spinachia spinachia споруджує своєрідне гніздо зі шматочків водоростей, скріплюючи їх спеціальним секретом. Потім він заганяє у гніздо самок, які відкладають ікру, а самець залишається охороняти ікру та молодняк.
Самка гірчака, може витягувати своєрідний яйцеклад у довгу трубку, і відкладає ікру в мантійну порожнину прісноводних двостулкових молюсків. Самець випускає сперму поруч з молюском, і, коли той захоплює корм, то втягує в себе воду, й ікра запліднюється.
Особливе пристосування є у самця австралійського куртуса Гулівера. Самець виношує ікринки у себе на лобі. Грона ікринок, прикріплених клейкими ниткоподібними виростами з обох кінців, міцно утримуються гачком, що утворюється променями його спинного плавця.
Складна поведінка, пов'язана з турботою про потомство, розвинулося у  морських голок та  морських коників.
Дискуси, що мешкають у басейні річки Амазонки, вигодовують мальки виділеннями на боках.
1. ↑  Робоча програма навчальної дисципліни "Фізіологія риб" (PDF) (українська) . Львівський національний університет ветеринарної медицини та біотехнологій імені С.З. Ґжицького. 2019. Архів оригіналу (PDF) за 20 липня 2020.
2. ↑  «Теоретичні основи рибництва» для студентів рибогосподарського факультету ОКР «Магістр» (PDF) (українська) . Архів оригіналу (PDF) за 20 липня 2020.